# 삼덕공원
삼덕공원(三德公園)은 대한민국 경기도 안양시 만안구에 위치한 공원이다.

## 역사
- 2003년 7월 11일 : 삼덕제지 공장 부지 기증 (안양4동 782-19번지 일원)
- 2007년 7월 18일 : 기공식
- 2009년 4월 22일 : 개장식
- 2020년 11월 16일 : 지상 및 지하 확장

## 특징

### 축제
- 안양시민축제 (2011~2016) - 2011년, 제10회 안양시민축제의 주 개최 장소로 사용되었으며,[1] 해당 대회는 개최 이후 첫 30만명 관람 인원 규모를 달성했다. 2016년 제15회 안양시민축제를 끝으로 더 이상 개최하지 않는다. 이후 병목안시민공원으로 개최 장소가 변경되었다.

## 시설
- 전재준 흉상 - 2003년 7월, 안양시에 현재 삼덕공원 부지의 일부를 기증한 전재준의 흉상이다.
- 기념 타워 - 높이 13m, 상부 폭 1.2m, 하부 폭 1.5m 규모의 굴뚝 모형 기념 타워는 1961년부터 2003년까지 약 40년간 삼덕제지(현 삼정펄프) 공장에서 사용되던 굴뚝의 형태를 33% 규모로 축소하고, 기존과 동일한 색상으로 채색하여 상징적으로 재현한 시설이다.
- 광장 겸 야외 무대
- 수경 시설 (바닥 분수 등)
- 체력 단련장
- 어린이 놀이터
- 다목적회의실
- 나눔아트월 - 공원 부지 일부를 기증한 전재준의 기부 정신을 기리기 위해 설치된 시설이다.[2]
- 삼덕 스토리보드 - 삼덕공원의 역사성을 보존하기 위해 설치된 시설이다.[2]
- 공영 주차장 (지하 1개소)

## 인근 시설
- 삼덕도서관
- 안양중앙시장
- 안양공업고등학교

## 교통
- 안양시외버스터미널
- ● 수도권 전철 1호선 - 안양역